# Ėduard Nikolaevič Artem'ev
Ėduard Nikolaevič Artem'ev (in russo Эдуард Николаевич Артемьев?; Novosibirsk, 30 novembre 1937 – Mosca, 29 dicembre 2022) è stato un compositore russo.
Al di fuori della Russia è conosciuto soprattutto per le sue colonne sonore di film come Solaris, Siberiade, Stalker e Sole ingannatore. È stato insignito del titolo di Artista del popolo della Federazione Russa nel 1999.

## Biografia
Artem'ev nacque a Novosibirsk e studiò al Conservatorio di Mosca con Jurij Šaporin. Pioniere della musica elettronica, iniziò ad interessarsene dopo la laurea nel 1960. Scrisse la sua prima composizione nel 1967 su uno dei primi sintetizzatori, il modello ANS sviluppato dall'ingegnere sovietico Evgenij Murzin. Negli anni settanta divenne famoso grazie alla sua collaborazione con il regista Andrej Tarkovskij, per il quale scrisse le colonne sonore di Solaris, Lo specchio e Stalker.
In seguito scrisse colonne sonore per Andrej Končalovskij e Nikita Michalkov. La sua musica ricevette numerosi riconoscimenti tra cui tre premi Nika. Recentemente, autorizzò l'uso di diversi brani della colonna sonora di Solaris per la produzione spagnola The Cosmonaut.
La composizione di Ėduard Artem'ev Pochod (Smert' geroja), tema di Siberiade, venne utilizzata nella cerimonia di apertura dei Giochi olimpici invernali 2014 a Soči.

## Filmografia parziale

### Cinema
- Solaris (Soljaris), regia di Andrej Tarkovskij (1972)
- Amico tra i nemici, nemico tra gli amici (Svoy sredi chuzhikh, chuzhoy sredi svoikh), regia di Nikita Michalkov (1974)
- Lo specchio (Zerkalo), regia di Andrej Tarkovskij (1975)
- Schiava d'amore (Raba ljubvi), regia di Nikita Michalkov (1975)
- Partitura incompiuta per pianola meccanica (Neokončennaja pyesa dlja mechaničeskogo pianino), regia di Nikita Michalkov (1977)
- Stalker (Сталкер), regia di Andrej Tarkovskij (1979)
- Siberiade (Sibiriada), regia di Andrej Končalovskij (1979)
- Oblomov (Neskol’ko dnej iz žizni I. I. Oblomova), regia di Nikita Michalkov (1980)
- Bez svidetelej (Без свидетелей), regia di Nikita Michalkov (1983)
- Città Zero (Gorod Zero), regia di Karen Šachnazarov (1988)
- Urga - Territorio d'amore (territorija ljubvi), regia di Nikita Michalkov (1991)
- Sole ingannatore (Utomlënnye solncem), regia di Nikita Michalkov (1994)
- Il barbiere di Siberia (Sibirskiy tsiryulnik), regia di Nikita Michalkov (1998)
- La casa dei matti (Dom durakov), regia di Andrej Končalovskij (2002)
- 12, regia di Nikita Michalkov (2007)
- Gloss (Gljanec), regia di Andrej Končalovskij (2007)
- Lo schiaccianoci (The Nutcracker in 3D), regia di Andrej Končalovskij (2010)
- Il marchio di sangue (Branded), regia di Jamie Bradshaw e Alexander Dulerayn (2012)
- Leggenda №17 (Легенда №17), regia di Nikolai Lebedev (2013)
- Belye noči počtal'ona Alekseja Trjapicyna (Белые ночи почтальона Алексея Тряпицына), regia di Andrej Končalovskij (2014)
- Geroy (Герой), regia di Yuri Vasiliev (2016)

### Televisione
- Testimonianza pericolosa (Double Jeopardy), regia di Lawrence Schiller – film TV (1992)
- L'odissea (The Odyssey), regia di Andrej Končalovskij - miniserie TV, 2 puntate (1997)